# オスターツェル
オスターツェル (ドイツ語: Osterzell) は、ドイツ連邦共和国バイエルン州シュヴァーベン行政管区のオストアルゴイ郡に属す町村（以下、本項では便宜上「町」と記述する）であり、ヴェステンドルフ行政共同体を構成する自治体の一つである。

## 地理
オスターツェルはアルゴイ地方に位置する町である。

### 自治体の構成
この町は、公式には5つの地区 (Ort) からなる。このうち小集落や孤立農場などを除く集落を以下に列記する。
- オーバーツェル
- エートヴァング
- オスターツェル
- シュトッケン

## 歴史

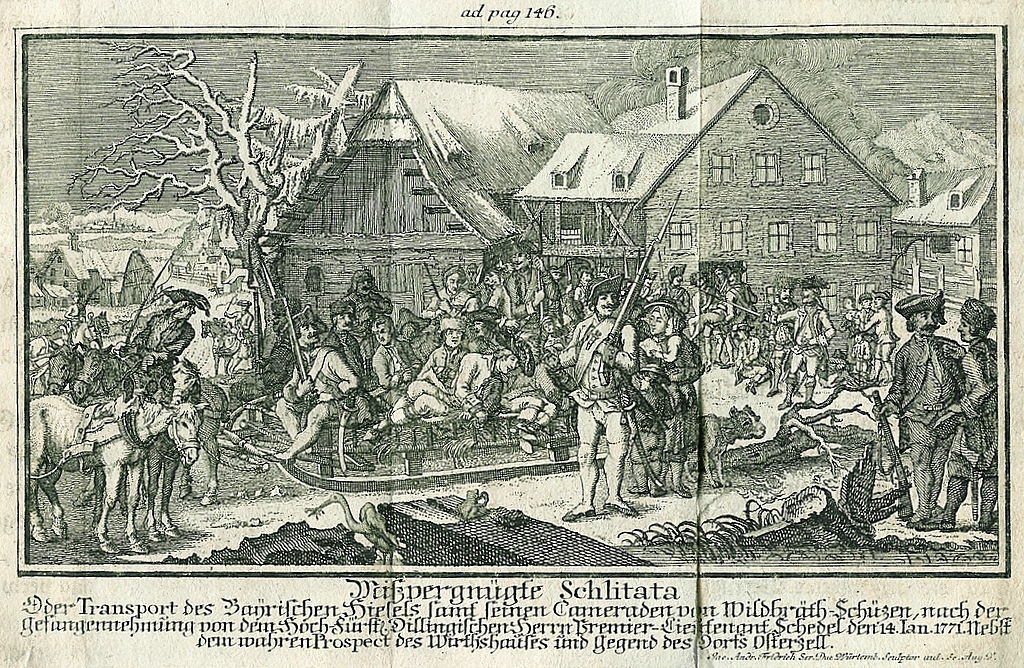
クロスターマイヤーの捕縛

オスターツェルはロッテンブーフ修道院に属した。この修道院は帝国直轄の修道院ではなく、バイエルン公の下位にあった。しかし、オスターツェル集落を含む、そのシュヴァーベンにおける所領の統治は帝国直轄であった。その統治権は1803年の世俗化後にバイエルンのものとなった。
1771年1月14日にマティアス・クロスターマイヤーは、この地で9人の同盟者とともに捕縛され、民宿「ツァ・ポスト」に監禁された。演劇サークルと射撃サークルは、彼の名にちなんで名付けられている。

### 人口推移
- 1970年 607人
- 1987年 615人
- 2000年 657人

## 行政
2018年からベルンハルト・ブッカ (CSU/Freie Wählergruppe) が町長を務めている。

### 紋章
赤字に、銀色の（両側合わせて）10回枝分かれした角を持つクローバ型の鹿の頭部。その上に銀のブナの葉が浮かぶ。この形の紋章は1950年に公式に採用された。

## 引用
1. ↑  https://www.statistikdaten.bayern.de/genesis/online?operation=result&code=12411-003r&leerzeilen=false&language=de Genesis-Online-Datenbank des Bayerischen Landesamtes für Statistik Tabelle 12411-003r Fortschreibung des Bevölkerungsstandes: Gemeinden, Stichtag (Einwohnerzahlen auf Grundlage des Zensus 2011)
2. ↑  Bayerische Landesbibliothek Online